# Бутковский, Анатолий Григорьевич
Анато́лий Григо́рьевич Бутко́вский (10 ноября 1934 года — 31 августа 2011 года) — советский и российский учёный-механик, основатель нового научного и практического направления в кибернетике — управление системами с распределенными параметрами, самый молодой доктор технических наук в СССР, лауреат премии имени А. А. Андронова (1974).

## Биография
Родился 10 ноября 1934 года.
Окончил среднюю школу с золотой медалью.
Получил 2 высших образования (с разницей в один год): МИСиС, специальность инженер-металлург — автоматизация металлургических процессов, с отличием; и механико-математический факультет МГУ, специальность математика, группа академика Л. С. Понтрягина.
С 1975 года руководил Лабораторией теории и принципов управления системами с распределёнными параметрами Института проблем управления имени В. А. Трапезникова.
В 1962 году защищает кандидатскую диссертацию, а уже через год, защищает докторскую диссертацию и становится самым молодым на то время доктором технических наук в СССР.
Состоял членом редакционных советов научных журналов: «Автоматика и телемеханика», «Теория и системы управления», а также членом редакционного совета международного журнала Systems Sciences и совещательного совета Advances in Computing Sciences издательства Springer.
В 1996 году на XIII Всемирном конгрессе ИФАК в США в докладе «История управления с 1960 года» имя А. Г. Бутковского названо среди пяти имён самых выдающихся учёных-специалистов по теории управления в России.
Почти 30 лет по совместительству он проработал в должности профессора в высших учебных заведениях, преподавая теорию управления и математику.
Более 30 его учеников стали кандидатами и докторами технических и физико-математических наук.
Автор или соавтор 350 научных трудов и более десятка монографий, в том числе:
- «Методы управления распределёнными системами», Москва: «Наука», 1975
- «Структурная теория распределённых систем», Москва: «Наука», 1977 (переиздана в 1983 году на английском языке под названием Structural Theory of Distributed Systems, Англия, изд-во Ellis Horwood).
- Соавтор (совместно с А. В. Бабичевым и С.Похйолаиненом) книги «К единой геометрической теории управления».

Соавтор нескольких изобретений.
Умер 31 августа 2011 года.

### Научная деятельность
В области теории впервые строго сформулировал задачи управления СРП, и в частности, для случая, когда управляющие воздействия, заданные на границах, управляют распределениями внутри областей.
Первый поставил задачи оптимального управления СРП, сформулировал и доказал принцип максимума для систем управления, описываемых интегральными уравнениями (Принцип максимума Бутковского). На этой основе он вывел интегральные уравнения для оптимальной функции управления, которые известны как «интегральные уравнения Бутковского».
Им введено понятие «финитного управления» и поставлена задача финитного управления (задача Бутковского). Она заключается в определении точных и конструктивных описаний множества всех допустимых траекторий движения управляемого объекта на конечном интервале времени.
В 70-е годы им предложено использовать в теории управления нетрадиционные для неё в то время методы теории чисел.
Сформулировал и рассмотрел новую актуальную задачу, названную «Проблема оптимального подвижного управления». Такие задачи возникают в очень широком классе технологических процессов, в которых имеются подвижные источники энергии, силы или других физических величин. В качестве инструмента приближённого решения новой проблемы был предложен так называемый метод подстановки и реализации, вытекающий из впервые поставленной им же нелинейной проблемы моментов.
В 1993 году выдвинул программу создания «Единой геометрической теории управления (ЕГТУ)», или «Теории структур управления (ТСУ)». Этот подход родился из необходимости предложить более мощную теорию управления СРП, пригодную для описания таких крайне сложных объектов и процессов, как, например, горячая и холодная плазма, композитные материалы, электромагнитные поля в лазерах, микрообъекты на квантовом уровне и др. Геометрический подход даёт надежду рассматривать многие дисциплины в кибернетике (науке управления) с единой структурной точки зрения.
ЕГТУ-ТСУ основывается на таком мощном современном математическом аппарате, как теория структур в понимании Бурбаки, теории расслоений, теории симметрии и других математических концепциях. А. Г. Бутковский установил, что понятие «управление» можно отождествить с понятием связности в расслоении. С физической точки зрения это означает, что управление можно отождествить с калибровочными полями, которые в настоящее время в теоретической физике рассматриваются как главный способ описания, например, основных взаимодействий в природе (гравитации, электромагнетизма, сильного и слабого взаимодействия элементарных частиц).
В рамках ЕГТУ-ТСУ он сформулировал необходимые и, отдельно, достаточные условия оптимальности для многомерных «распределённых» дифференциальных систем управления в инвариантных геометрических терминах.

## Награды
- Премия имени А. А. Андронова (1974) — за цикл работ по управлению системами с распределенными параметрами
- Фельдбаумовская премия Института проблем управления РАН (1995) — за изобретение и исследование нового математического понятия «Фазовый портрет дифференциального включения».
- Заслуженный деятель науки Российской Федерации (2009)